# Кубок Іспанії з футболу 1951
Кубок Іспанії з футболу 1951 — 49-й розіграш кубкового футбольного турніру в Іспанії. Титул вдесяте здобула Барселона. 

## Календар
| Раунд        | Дата                    | Матчі | Клуби  |
| ------------ | ----------------------- | ----- | ------ |
| Перший раунд | 29 квітня/3 травня 1951 | 12    | 14 → 8 |
| 1/4 фіналу   | 6/10 травня 1951        | 8     | 8 → 4  |
| 1/2 фіналу   | 13/20 травня 1951       | 4     | 4 → 2  |
| Фінал        | 27 травня 1951          | 1     | 2 → 1  |

## Перший раунд
| Команда 1               | Заг. | Команда 2         | 1-й матч | 2-й матч |
| ----------------------- | ---- | ----------------- | -------- | -------- |
| 29 квітня/3 травня 1951 |      |                   |          |          |
| Депортіво (Ла-Корунья)  | 1:2  | Реал Сантандер    | 1:0      | 0:2      |
| Реал Сосьєдад           | 5:2  | Сельта            | 4:1      | 1:1      |
| Реал Вальядолід         | 4:7  | Атлетіко (Мадрид) | 4:3      | 0:4      |
| Еспаньйол               | 5:7  | Атлетік (Більбао) | 4:2      | 1:5      |
| Реал Мадрид             | 8:3  | Валенсія          | 3:2      | 5:1      |
| Севілья                 | 1:5  | Барселона         | 1:2      | 0:3      |

## 1/4 фіналу
| Команда 1             | Заг. | Команда 2      | 1-й матч | 2-й матч |
| --------------------- | ---- | -------------- | -------- | -------- |
| 6/10 травня 1951      |      |                |          |          |
| Реал Сосьєдад         | 6:2  | Реал Сантандер | 3:2      | 3:0      |
| Атлетіко (Мадрид)     | 1:2  | Реал Мадрид    | 0:1      | 1:1      |
| Атлетік (Більбао)     | 5:2  | Реал Хіхон (2) | 3:1      | 2:1      |
| Атлетіко (Тетуан) (2) | 2:7  | Барселона      | 1:3      | 1:4      |

## 1/2 фіналу
| Команда 1         | Заг. | Команда 2         | 1-й матч | 2-й матч |
| ----------------- | ---- | ----------------- | -------- | -------- |
| 13/20 травня 1951 |      |                   |          |          |
| Реал Сосьєдад     | 3:0  | Реал Мадрид       | 1:0      | 2:0      |
| Барселона         | 2:1  | Атлетік (Більбао) | 0:0      | 2:1      |

## Фінал
| 27 травня 1951 |

| Барселона                    | 3:0      | Реал Сосьєдад |
| ---------------------------- | -------- | ------------- |
| Сезар 31', 67' Гонсальво 44' | Протокол |               |

| Нуево Чамартин, Мадрид Глядачів: 75 000 Арбітр: Мануель Асенсі |